# Amstel Gold Race 2008
L'Amstel Gold Race 2008 fou la 43a edició de la clàssica Amstel Gold Race es va disputar el 20 d'abril de 2008. La cursa, de 257,4 km, es disputà entre les ciutats neerlandeses de Maastricht i Valkenburg, amb final al cim del Cauberg.
Aquesta cursa era la cinquena prova de l'UCI ProTour 2008 i fou guanyada per l'italià Damiano Cunego de l'equip Lampre. Va guanyar la cursa després de superar a l'esprint final al luxemburguès Fränk Schleck del Team CSC. En tercera posició finalitzà l'espanyol Alejandro Valverde del Caisse d'Epargne.

## Classificació final
|    | Ciclista              | Equip            | Temps      | UCI ProTour 2008 Punts |
| -- | --------------------- | ---------------- | ---------- | ---------------------- |
| 1  | Damiano Cunego        | Lampre           | 6h 35' 29" | 40                     |
| 2  | Fränk Schleck         | Team CSC         | m. t.      | 30                     |
| 3  | Alejandro Valverde    | Caisse d'Epargne | + 0' 02"   | 25                     |
| 4  | Davide Rebellin       | Gerolsteiner     | m. t.      | 20                     |
| 5  | Thomas Dekker         | Rabobank         | + 0' 06"   | 15                     |
| 6  | Christian Pfannberger | Barloworld       | + 0' 14"   | s.p.                   |
| 7  | Serguei Ivanov        | Astana           | + 0' 18"   | 7                      |
| 8  | Joaquim Rodríguez     | Caisse d'Epargne | + 0' 23"   | 5                      |
| 9  | Karsten Kroon         | Team CSC         | + 0' 27"   | 3                      |
| 10 | Jérôme Pineau         | Bouygues Télécom | + 0' 45"   | 1                      |

## Classificació individual de l'UCI ProTour 2008 després d'aquesta cursa
| Posició | Ciclista           | Equip            | Punts |
| ------- | ------------------ | ---------------- | ----- |
| 1       | Damiano Cunego     | Lampre           | 73    |
| 2       | André Greipel      | High Road        | 62    |
| 3       | Alberto Contador   | Astana           | 58    |
| 4       | Thomas Dekker      | Rabobank         | 52    |
| 5       | Stijn Devolder     | Quick Step       | 50    |
| 6       | José Joaquín Rojas | Caisse d'Epargne | 45    |
| 7       | Cadel Evans        | Silence-Lotto    | 42    |
| 8       | Óscar Freire       | Rabobank         | 40    |
| 9       | Nick Nuyens        | Cofidis          | 40    |
| 10      | Joan Antoni Flecha | Rabobank         | 35    |